# Onitis popei
Onitis popei är en skalbaggsart som beskrevs av Ferreira 1977. Onitis popei ingår i släktet Onitis och familjen bladhorningar. Inga underarter finns listade i Catalogue of Life.